# Faro di Sanganeb
Il faro di Sanganeb, noto come Sanganeb Reef Light (in inglese), è il faro eretto sulla punta sud dell'omonimo pianoro corallino nel Mar Rosso. Si trova a circa 18 chilometri al largo della costa sudanese, 25 chilometri in direzione est-nord-est da Port Sudan (بورتسودان in arabo), capitale dell'stato subsahariano del Sudan. Si tratta di un faro isolato, in quanto non è raggiungibile dalla terraferma.
Il faro è attualmente gestito da Sudan Sea Ports Corporation, l'autorità portuale sudanese, ed è visitabile su appuntamento grazie anche alle numerose visite organizzate dai tour operator.
Oltre che dal personale del faro, la struttura è presidiata da personale della Marina militare sudanese la cui presenza rappresenta la sovranità del Sudan sulla barriera corallina.

## Storia
Il faro fu costruito nel 1906 dall'autorità britannica. La realizzazione del faro è stata affidata ai Cantieri Schneider di Chalon-sur-Saône (Francia). Il segnale alle navi di passaggio il pericolo della barriera corallina, in quanto all'epoca il Sudan era protettorato dell'Impero britannico. Inizialmente si trattava di una struttura metallica piramidale alta 180 piedi (circa 55 metri) la cui luce bianca intermittente aveva una portata di 19 miglia nautiche (circa 35 km).
In seguito la torre in metallo venne sostituita dall'attuale in cemento.

## Struttura
L'attuale torre è in blocchi di cemento sormontata da una lanterna metallica che ospita l'ottica rotante, circondata dalla "galleria", ovvero un passaggio scoperto; all'interno, una scala a elicoidale consente di raggiungere la cima. In aderenza alla torre un fabbricato a due piani, sempre in blocchi di cemento, funge da sede ed alloggio per il personale del faro e della marina militare. La struttura insiste su un'ampia piattaforma, sulla quale si affacciano altri tre fabbricati di servizio, e da cui dipartono due moli per l'attracco delle imbarcazioni. Su uno di essi è disposto un binario ferroviario su cui un piccolo carrello spinto a mano aiuta il personale a trasportare i rifornimenti dal molo alla piattaforma.

## Segnale
Il segnale ottico è costituito da un lampo bianco ogni 5 secondi ed ha una elevazione sopra il livello medio del mare di 165 piedi (50,30 metri). Il segnale da nebbia (acustico) è un suono di 3 secondi ogni 30.

## Fauna
Il sito è considerato uno dei migliori del mondo per le immersioni subacquee grazie alla ricca fauna sottomarina, in particolare per le spettacolari formazioni coralline e gli squali martello.
Nel maggio 1984 sul faro di Sanganeb è stata scoperta, grazie al ritrovamento di un esemplare morto, una rara specie di passeriformi fino ad allora sconosciuta e successivamente classificata come Hirundo perdita Fry & Smith, 1985 (volgarmente "passero del mar rosso"). Attualmente si ritiene che la specie sia estinta.